# 1235 Schorria
1235 Schorria este o planetă minoră (asteroid), cu un diametru de 9 km, din Mars-crossing asteroid[*]. A fost descoperită pe 18 octombrie 1931 la Observatorul Königstuhl de Karl Wilhelm Reinmuth și a fost numită după Richard Reinhard Emil Schorr⁠(d). 
Obiectul prezintă o orbită caracterizată de o semiaxă mare de 1,9102203 UAi, o excentricitate de 0,154455, o înclinație de 24,99831 ° în raport cu ecliptica.